# 愛しい詐欺師
愛しい詐欺師（いとしいさぎし、タイ語:อ้าย..คนหล่อลวง 英語: The Con-Heartist）は、タイの映画である。ジャンルは、ロマンティック・コメディ。メート・タラトーン監督、ジョークワンフィルム製作。GDH配給である。主演はナデート・クギミヤと、ピムチャノック・ルーウィセートパイブーン。タイでは2020年12月3日に公式上映された。タイにおける新型コロナウィルスの状況が改善したことで公開されたタイ映画の1つである。元銀行員に振り込め詐欺をしかけた男が逆にその詐欺を見抜かれたことで、逮捕を避けるために、別の男への詐欺を共同で行う羽目になる、という物語である。

## あらすじ
イナ(ピムチャノック・ルーウィセートパイブーン)はブリラムに住む女性で、50万バーツの借金をし、現在はクレジット会社で働いている。15000バーツの月給は大半が借金返済と家賃などの支払いで消え、バナナで飢えをしのぎながら生活していた。2019年12月、彼女はユーチューバーになってその窮状を訴え、電話番号と口座番号を公開して寄付を募った。
その電話番号に"ブリラム14地区の税務署員"と称した電話がかかってきて、55000バーツの寄付に対する税の前払いを要求する。イナは喜んで指定された口座に税を振り込もうとするが、すんでのところで振込先が個人口座であることに気が付き、元銀行員のコネを使って電話の相手を突き止める。電話のやり取りを録音したイナは相手に、人気ワイドショーの司会者数人の名前を挙げ、録音を送るとして電話を切る。
窮地に陥った詐欺師は電話をかけ直し、1,2ヶ月分の借金返済援助と引き換えに録音を消去してくれともちかける。その申し出に何かをひらめいたイナは直接会って話すことを提案し、翌日バス乗り場で詐欺師、タワー(ナデート・クギミヤ)と待ち合わせをする。
隣県であるコンケーンに向かう途中、イナはタワーにことの顛末を話す。50万バーツの借金はコンケーンの大学に通う大学生、ペッチ(ティティ・マハーヨーターラック)の学費としてイナが作った借金だったのだ。タワーはペッチが最初から詐欺的に金を貢がせる目的で付き合ったと見抜き、現在旅行会社のコンケーン支社で働くペッチがオーナーを同じ言葉で口説いているのを読唇術で読み取り、彼から詐欺で金を貢がせる代わりに録音を消去する取引をイナと結ぶ。
タワーの計画は、コンケーンにある高級ホテルのスタッフになりすまし、ペッチの払う部屋代を奪い取るというものだった。手始めに架空の旅行会社"CBPトラベル"の名刺と制服を作ってホテルに入り込み、ホテルの営業部長、サム(チャンタウィット・タナセーウィー)から情報を手に入れる。ペッチと仲がよいサムは現場から引き離す必要があり、取引先からの付け届けを好むサムに、タワーはペアのロシア旅行チケットを都合して休暇を取らせる。いつの間にか計画は50万バーツではなく、300万バーツを騙し取るものになっており、イナもその仲間に引き込まれていた。タワーはイナに"悪人から金を奪うことは悪ではない"と言って丸め込み、さらに仲間を増やす必要を説く。
イナがペッチの偽顧客役として提案したのは、恩師のノンヌット先生(カタリヤー・メーキントッシュ)だった。カタツムリ美容クリームの投資に失敗し、イナの務めるクレジット会社への借金返済に苦労していたのだ。タワーはノンヌットに中国語のテストをし、その臨機応変さに感心して仲間に引き入れる。
ノンヌットが扮するのは中国系のビール会社社長で、バンコクのその会社のロビーでペッチと待ち合わせをする。そこにはコンケーンでの研究のためとして高級ホテルのスイートルームを1ヶ月借りる、という偽の依頼のためだけでなく、ペッチのスマートフォンをいじってサムの電話番号をすり替える目的もあった。本物の社員とトラブルになる、盗んだ電話のロックが解除できない、電話番号の登録名がわからないなど計画は破綻スレスレだったものの、イナがペッチを諦めきれないストーカーを演じたことでひとまず成功する。そして、ペッチはノンヌットも口説き出す。
翌日、コンケーンに泊まっていた3人の元に、タワーの兄を自称するジョーン(ポンサトーン・ジョンウィラート)と言う男が合流する。タワーに詐欺の全てを教えたというジョーンはタワーの今回の計画を完璧だと褒め、空港への送迎バスを悪用してペッチのツアー会社に向かい、駆け引きを駆使して300万バーツ現金決済でのプランを提示する。電話をかけてきたペッチを無視し、4人が寺の葬儀会場に潜り込んで食事を摂ったあと、その寺の片隅で4人は集まり、ノンヌットはペッチに電話を折り返す。危ういところはあったものの、ノンヌットが100万バーツを個人払いする条件で、ペッチの立て替え払いを認めさせる。
ノンヌットの100万バーツは、タワーが乗っている4年落ちのベンツを担保に、イナの会社から借りたものだった。それをバンコクで小切手に代えて写真を撮ってペッチに送るが、本物は忘れたと言って渡さないという小切手詐欺の手口はうまくはまり、ペッチはノンヌットから一銭も受け取らないまま立て替え払いを請け負う。ところが、ジョーンがツアー会社に金を受け取りに行くと、ペッチは100万のみを保証金で払い、残りは後払いにすると言い出す。サムの名前をちらつかせるペッチに、ジョーンはあきらめて100万だけを受け取る。タワーはこれが潮どきと悟り、イナとノンヌットが待つ成功パーティーの待ち合わせをすっぽかしてバンコクに帰る。2人は諦めて食事をしてホテルの部屋に戻り、イナは書きかけていた"タワーを真人間に戻す"誓約書をゴミ箱に捨てる。
続いて、イナが"また詐欺師に騙された"動画を撮影していると、タワーが部屋に戻ってくる。信じていたのに騙された、と泣くイナにタワーは、詐欺師を信じるな、と言いつつ、ペッチが金を払い渋った事情を話し、もう1つ別の案件を作ることで残り200万を騙し取るつもりであることを語る。イナは、最後の金の山分け役を自分にすることを条件にその案件に乗る。
別の案件とは、先日ノンヌットが"100万しか出せない"ことの言い訳に使った、"最近スポーツカーを買った"ことを利用するものだった。ペッチに惚れた体でノンヌットがもう1台投資用に車を買うことにし、それをペッチと折半する形にするのだ。200万を見せ金にするためには100万足らず、イナは小切手を換金するためにバンコクに飛んだ。タワーは詐欺の場所となる精米所とスポーツカーを撮影の名目でレンタルし、ジョーンは箔付け用のカメラマンを日雇いする。そして、ノンヌットはブリラムに泊まっていて小切手は夜に部屋で渡したい、とペッチをブリラムに呼び出した。
精米所の経営の傍らスポーツカーのブローカーをやっている、と演じるタワーがペッチを煽りに煽ったことで、ペッチは200万を出す気になるが、当てにした金は旅行会社のオーナーが出どころで、そのオーナーの取りなしで、ペッチはすんでのところでこのもちかけを断ってしまう。さらに、精米所からの帰り、ペッチのところにサムからの電話がかかってくる。サムとの話でこれまでのことに怪しさを感じたペッチが調べると小切手は既にキャンセルされており、さらにタワーとノンヌットが乗った車はブリラムの空港でイナを迎えに来ていた。3人が繋がっていることを知ったペッチは中華料理店まで尾行し、2人とは別室に入ったイナのところに押し入る。
ペッチはイナにこれまでの詐欺のことを責め、自分がした詐欺のことを謝り、口説き直す。イナは善人であの2人から騙されている、と語るペッチにイナは考え直し、わざと奪われたペッチの金ごと全ての金を奪い返すことで、見せ金200万を山分けする計画に乗る。ペッチは個人口座から200万を引き出し、やはりスポーツカーを買いたい、と電話して隣の部屋に向かい、取引する。金を手に入れたタワーはカバンをイナに渡し、イナはカバンを持ってショッピングモールの銀行に向かう。その入口でペッチが待ち、カバンを預かって駐車場に向かった。
カバンを自分の車に放り込んだペッチだが、イナを車には乗せない。最初から山分けのつもりはなかったのだった。イナのバカさ加減を笑うペッチに、イナはバカなのはペッチの方だ、と語る。ペッチが投資用にはスポーツカーを買わないだろうことを察し、詐欺にわざと気付かせて逆襲させたのだった。騙され、気がついた時にはイナにも逃げられたペッチのところにオーナーから電話がかかってくる。イナは直前話した"ペッチの詐欺"のことを録音しており、オーナーにそれを送ったのだった。激怒したオーナーからペッチはクビにされ、さらに与えられていた外車も失ってしまう。
逃げたイナは3人と合流し、金を山分けする。ノンヌットはイナに「この話は一生しない」と言って別れ、ジョーンはタワーに「次はソンクラーン休暇の航空券で詐欺をしよう」と言って去る。イナは自宅まで送られてきたあと、以前書いた"タワーを真人間に戻す"誓約書の完成版をタワーに渡す。一瞥したタワーは"2度と騙されるな"とだけ言って去る。帰り道にタワーが分け前の金を確認すると、中には葬儀用の贋金と、"次の詐欺準備のために金は全部預かる"とのジョーンの書き置きが入っていた。呆れたタワーが封筒を助手席に投げつけると、渡された誓約書が裏返る。そこに、イナが誓約書の続きの体で書いた真摯な気持ちが書かれていたことにタワーは気がつく。
2020年7月、借金を返し終わったイナ。バナナ置きに使っていた小物掛けはマスク干場になっており、エレベーターのボタンを肘で押し、クリアマスクを被って仕事をしていた。債務者の延滞金を調査していると、見たことのあるベンツが担保に入っていることに気がつく。果たしてそれはタワーの物だった。イナはタワーに電話連絡をする。"新型コロナウィルス対策のロックダウンで2ヶ月仕事が出来なかった"と言うタワーは、本当に"CBPトラベル"を開業し、仕事を始めていた。返済計画の見直しの約束を取り付けたイナに、タワーは改めて告白する。刑務所の面会室に向かう2人。塀の向こうにはジョーンがいた。ジョーンは、新型コロナウィルスのせいで詐欺顧客の旅行計画が狂い、金策に失敗して逮捕されていたのだった。

## 登場人物と俳優

### 主なキャラクター
- ナデート・クギミヤ : タワー(ทาวเวอร์)役。ハンサムな詐欺師。イナに振り込め詐欺の電話をかけるが正体を見抜かれて通話を録音され、逮捕されそうになる。通報を避けるために、イナの元ボーイフレンドに詐欺をしかけることになる。計画の立案をし、中国のビール会社の社長秘書など、メールで複数の役もこなす。刑務所の無音テレビで学んだと称する読唇術が得意。
- ピムチャノック・ルーウィセートパイブーン : イナ(อินา)役。現在はクレジット会社の社員。かつてのボーイフレンドに貢いで作った借金返済の足しにするためにユーチューバーを副業で始めている。タワーがかけた振り込め詐欺に気付き、正体を元銀行員のコネを使って見抜き、録音する。この録音の消去を交換条件に、自分を詐欺にかけたペッチから詐欺を仕返して金を取り返そうとする。
- ティティ・マハーヨーターラック : ペッチ(เพชร[注釈 1])役。イナの元ボーイフレンドで、大学時代に卒業学費の補填と称してイナから金を貢がせている。現在はコンケーンの旅行会社のマネージャーをしており、女性オーナーを騙して貢がせるなど、年上の女性から金を巻き上げることを得意としている。
- ポンサトーン・ジョンウィラート : ジョーン(โจร[注釈 2])役。ペッチから金を回収する、ホテルの偽営業マンとして詐欺に加わる。タワーの兄と称していて、タワーとは詐欺仲間であるが、かつて行った詐欺で失敗してタワーと共に刑務所で服役した過去がある。
- カタリヤー・メーキントッシュ : ノンヌット先生(ครูนงนุช)役。イナの子供時代の恩師。カタツムリ美容クリームの投資に失敗し、借金の返済に苦しんでいる。この借金の返済のためイナに目をつけられ、得意な中国語を活かして、中国のビール会社社長役で詐欺に加わることになる。
- チャンタウィット・タナセーウィー : サムソン(แซมซั่น)役。タワーが詐欺の舞台としたホテル、ル・グランド・コンケーンの営業部長。彼の不在を利用した詐欺のために、タワー演ずる偽の旅行会社の接待でロシア旅行に出かけてしまう。

## 制作作業
GDHのプロデューサー、Vanridee PongsittisakがGDH Xtraordinary 2021 Line-up の記者会見で語ったのは、GDHは以前から詐欺師についての映画を作りたいと思っていた、ということだった。主要コンセプトはJira Maligulによるアイデアで、主役を演ずるナデットは、初期のプロットを聞いても異論を唱えなかった。そして演じることに同意している。
監督のメート・タラトーンは、大阪アジアン映画祭でのインタビューに際し、「プロデューサー2人の発案を私が映画に発展させた。タイでは毎日のように大小様々な詐欺事件が報道されており、詐欺師は身近にあるテーマで、映画にすれば多くの人の興味を惹くと思った。単なる詐欺師の映画ではなく、恋愛や友情の話も盛り込んだ」と語っている。

### キャスティング
監督は、役者のキャスティングについてもインタビューに答えている。
まずピムチャノックに対し「10年前のデビュー作から見ている。FRIEND ZONEで主演を務めたときは、コメディからシリアスまで演技の幅が広い、タイトップクラスの俳優」と評し、ピムチャノックとイナのキャラクターが読み合わせのときから全く一致していることに驚いたと語った。
ナデートに対しては、彼が有名俳優で、多くのCM出演などで信頼されていることを語り、「詐欺師の役に必要なのは信頼感だし、私が被害者なら彼に騙されても納得できる」とオファー理由を説明した。ナデートは忙しい俳優であり、オファーは撮影開始のかなり前、脚本が6割程度の完成時であった。企画説明時に即答はなかったが、その後興味を示したといい、脚本未完成での承諾に感謝しているとも語った。
ポンサトーンについては、「タワーに詐欺の全てを教え込んだという役だから、すごい人でなければいけない」と、過去に同じ仕事をしており演技を信頼している彼を起用した理由を説明した。
チャンタウィットについては彼の友人であり、彼の単独監督デビュー作であるATMエラーからの付き合いであることを明かし、「要であり、出番は少ないが最初から最後まで出てくる重要な役なので細心の注意を払ってキャスティングした」「この映画のギャグにピッタリのキャスティングだった」と語った。

### 映画音楽
劇中で流れる音楽については、 Hua Lamphong RiddimのVichaya Vatanasaptが主に作曲している。主題歌のพี่ไม่หล่อลวง は3rd Tilly Birdsが作詞し、GOT7のBAMBAMことกันต์พิมุกต์ ภูวกุลが作曲、および歌唱している。

## 宣伝と上映
映画に関するニュースとして、2020年7月にGDHは、ナデート・クギミヤ、 ピムチャノック・ルーウィセートパイブーン、およびティティ・マハーヨーターラックを三つの主要な役者とした新しい映画を上映すると発表した。これは、COVID-19の蔓延からの国の克服の証としてタイの観客への贈り物と励ましとして、スケジュール未定ながら2020年末に上映を開始するとした。
この映画そのものについては、2020年9月23日にGDHがGDH Xtraordinary 2021 Line-upの記者会見を開催したときに、最初の正式リリースが行われた。このとき、タイトル"อ้าย..คนหล่อลวง"についても正式発表が行われている。正式な上映日は2020年12月3日、サイアムパラゴンショッピングセンターのパラゴンシネプレックスで開始されるとされ、さらに2人の追加主演俳優、 ポンサトーン・ジョンウィラートとカタリヤー・メーキントッシュの発表と共に、映画の主題は詐欺に関したものとも説明された。 2020年11月4日、GDHは、予定されている上映に備えて映画の宣伝を開始した。そして、2020年11月19日にエムクオーティエショッピングセンターのカルティエギャラリーで行われる公式映画リリースの記者会見を行った。

### 海外などでの上映
2021年12月19日までに、GDHは、この映画がラオス、ヴェトナム、マレーシア、ブルネイ、カンボジア、シンガポール、台湾、香港、マカオ、インドネシア、日本、韓国、中国のアジア13ヶ国で上映されると発表した。
そして、以下の通り実際に公開されている。
2021年1月14日にカンボジアとヴェトナムで公開。 2月3日、両国で3週連続で興行収入1位を果たしたことが発表された。
2021年1月21日にシンガポールで公開。
2021年1月29日に台湾で公開。
2021年3月18日に香港で公開。
オンラインでは、2021年3月3日にNETFLIXで配信が始まっている。 音声はタイ語で、タイ語、英語、中国語(繁体、簡体)字幕付与。 ただし、2021年3月現在、日本は配信の対象になっていない。

## 日本での上映
この映画は、2021年3月現在まで一般上映されたり、日本語版DVD等が発売されたりはしていないが、以下の映画祭等で上映されている。
第16回大阪アジアン映画祭
2021年3月に開催された映画祭。3月6日、3月13日に上映された。邦題「愛しい詐欺師」はこの時に命名されたものである。
また、2024年7月現在、次の3つの有料配信サービスで視聴可能となっている。全てタイ語版音声、日本語字幕付与での配信。
- U-NEXT[14]
- JAIHO[15]
- Amazon Prime Video[16]

## 注記
1. ↑  タイ語の"เพชร"には、ダイヤモンドという意味がある
2. ↑  タイ語の"โจร"には、強盗、泥棒といった意味がある